# Ponts de l'Île
 (février 2017).
Si vous disposez d'ouvrages ou d'articles de référence ou si vous connaissez des sites web de qualité traitant du thème abordé ici, merci de compléter l'article en donnant les références utiles à sa vérifiabilité et en les liant à la section « Notes et références ».
Les deux ponts de l'Île sont des ponts routiers sur le Rhône, situés dans le canton de Genève, en Suisse.

## Localisation
Les deux ponts de l'Île, regroupés sous le nom de « pont de l'Île », sont deux ponts reliés. Ensemble, ils forment le quatrième pont en amont du Rhône après sa sortie du lac Léman. Ils sont construits directement sur l'Île qui se trouve au milieu du Rhône, d'où leur nom.

## Histoire
L'île, située peu après que le Rhône sort du lac Léman, est probablement la principale raison de l'édification d'une ville à cet endroit. En effet, la première mention de Genève dans l'histoire est le fait de Jules César dans ses Commentaires sur la Guerre des Gaules où il indique avoir détruit le pont, alors en bois, en 58 av. J.-C. Par la suite, les Romains le reconstruiront plus solidement. 
Au début du XIIIe siècle, un château fort est construit sur l'un des deux îlots pour surveiller et repousser les Savoyards qui pourtant, après un long siège, finissent par s'en emparer en 1287,. À la fin du Moyen Âge, le pont est habité à partir du milieu du XVe siècle et doublé sur la partie gauche d'un second pont en amont entre 1540 et 1560.
Appelé « grand pont » ou « pont du Rhône » au XVIIe siècle, le double pont de la rive gauche du fleuve est alors un quartier marchand animé, comportant notamment plusieurs ateliers qui profitent des moulins installés en aval du pont. Cependant, le quartier ainsi que le pont sont totalement détruits par un incendie la nuit du 17 janvier 1670. Tout en ordonnant la reconstruction rapide du pont, les autorités vivant alors quasiment exclusivement sur la rive gauche interdisent toute construction sur le nouvel ouvrage, créant ainsi la place Bel-Air à l'entrée du pont.

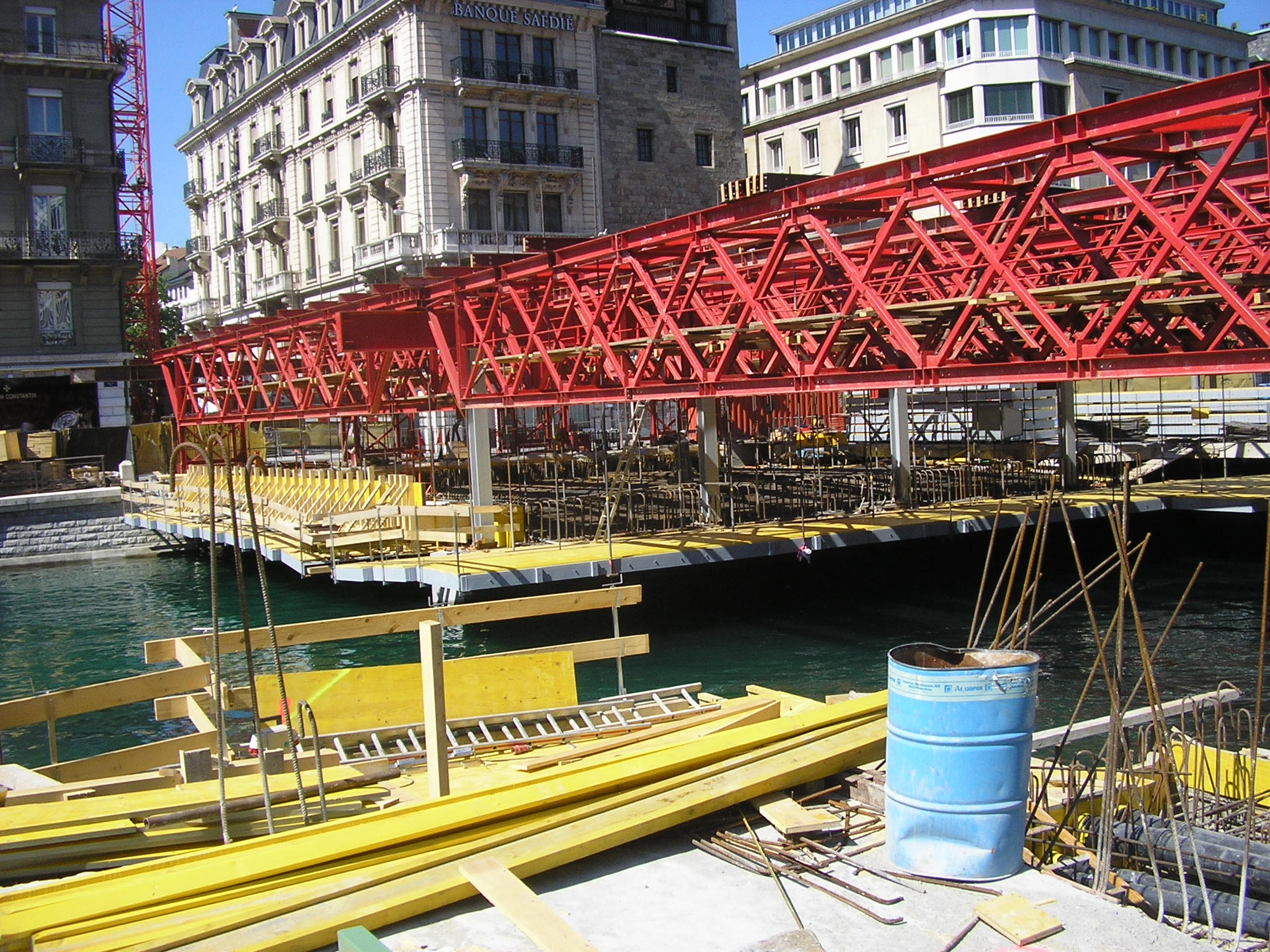
Mise en place du coffrage lors de la reconstruction en mai 2010 (bras gauche, aval).

À partir de 1871, les anciens ponts de bois, soutenus par des pieux et goudronnés sur leurs tabliers, sont remplacés par quatre ponts identiques en métal dont la construction s'étendra sur quatre hivers successifs. Finalement, en 1874, les deux ponts de la rive gauche sont réunis par une plateforme de 21,65 mètres de large, créant un espace public de 600 m2. Les deux ponts de la rive droite — le pont de Coutance et le pont des Frises — subissent la même opération en 1887. Ces ouvrages seront à nouveau remplacés par de nouveaux ponts entre 1894 et 1896, composé d’un tablier de béton armé reposant sur des poutres métalliques à treillis multiples (avec plus de 16 000 rivets). 
Les ponts sont totalement refaits en 1951-1952. Depuis cette date, la séparation des quatre ponts n'est plus visible, l'ensemble ne faisant plus qu'une place (appelée « place de l'Île » ou plus simplement « en l'Île » par les autochtones) où se trouvent de nombreuses boutiques et commerces. Le pont sur le bras gauche mesure environ 43,70 mètres de large, il est constitué d’une dalle pleine continue en béton précontraint, en trois travées, d’une épaisseur de 74 centimètres sur les piles et au minimum de 40 centimètres au centre des travées. Les culées de l’ancien pont sont conservées. Le pont sur le bras droit est de taille semblable, mais ses culées et la pile médiane sont refaites. Avec seulement deux travées, sa dalle évidée est d’épaisseur constante (88 centimètres). Deux ans de travaux sont nécessaires, pour maintenir le trafic.  
L'ouvrage est restauré entre 2009 et 2011. On profite du déploiement du réseau de tramway des TPG reliant Cornavin à Bernex. Le chantier, très important, se déroule sur 30 mois en différentes étapes. La totalité des ponts est détruite et reconstruite, sans interrompre le trafic des nombreux bus et piétons qui empruntent ce pont chaque jour.

## Passerelle de l'Île

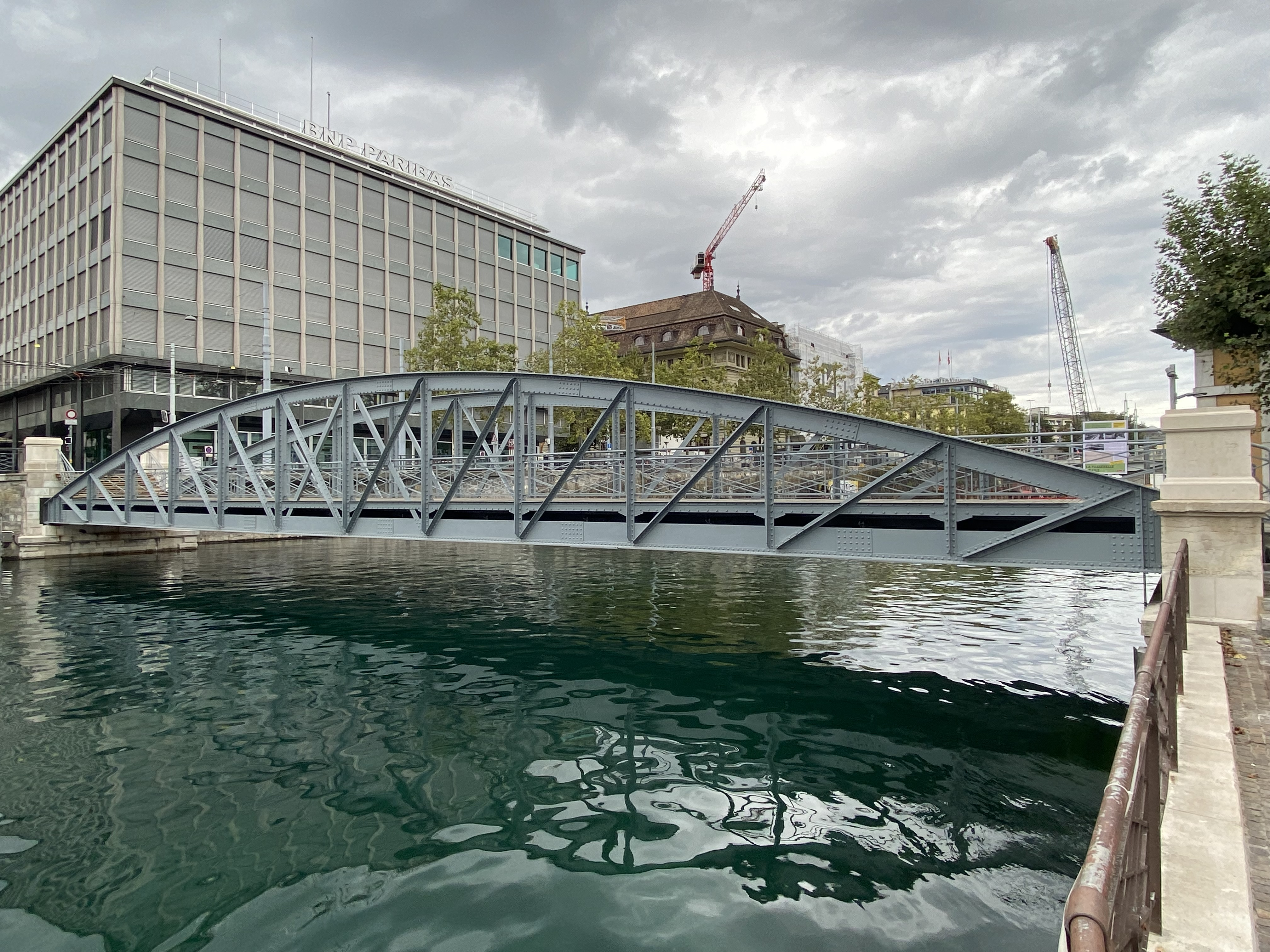
Passerelle de l'Île en 2024.

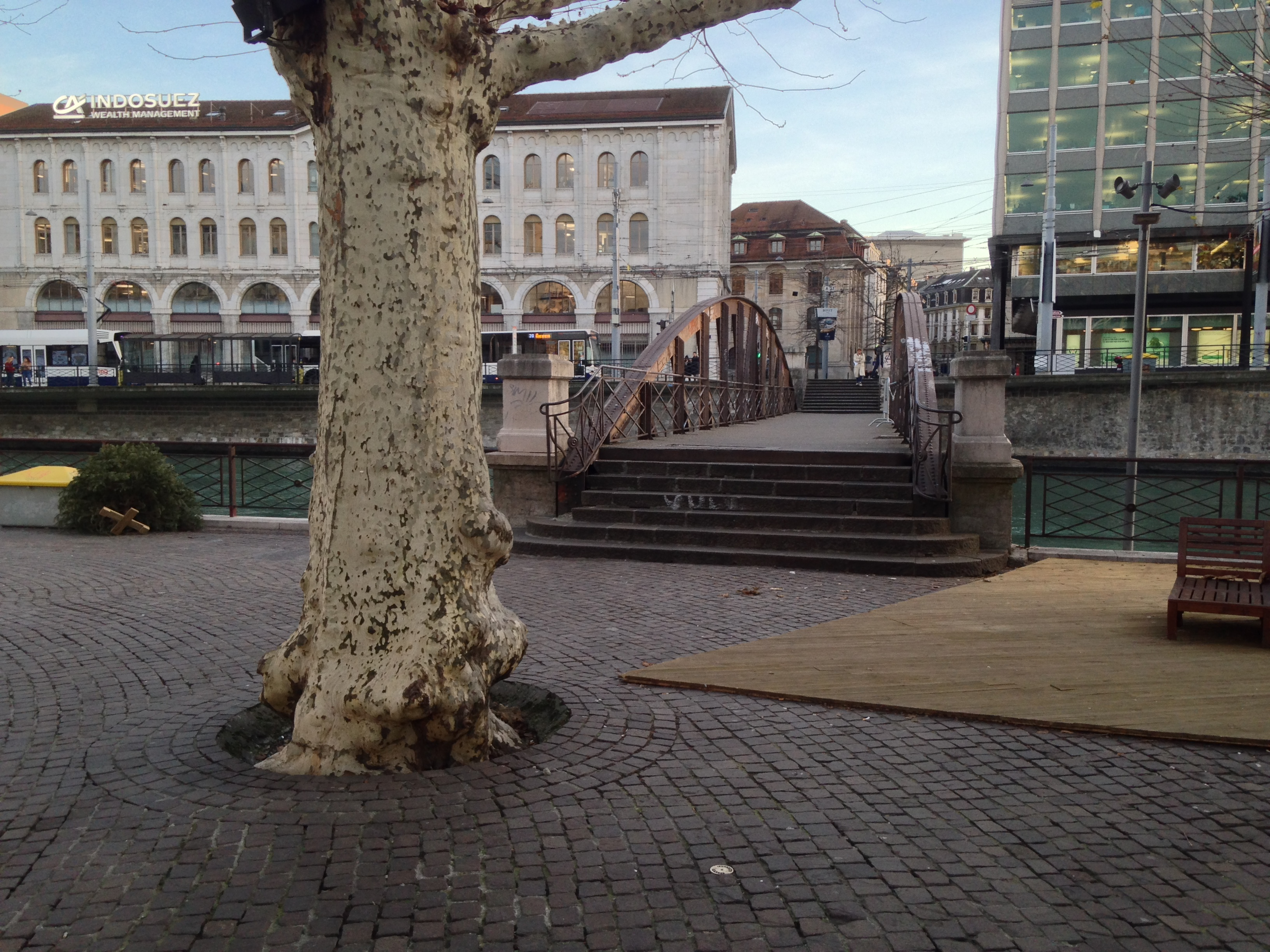
Passerelle de l'Île vue en 2019 depuis la place de l'Île.

En aval des ponts de l'Île se trouve également une passerelle piétonne, qui ne relie que la rive gauche à l'île, formée d'un tablier en profilés métalliques recouvert de béton asphalté.
Originellement, deux passerelles sont construites en 1876 par Jean-Marie Gignoux pour permettre d'accéder facilement au marché couvert permanent qui se tient en l'Île (abattoirs construits en 1849). Si la passerelle de la rive droite a été détruite en 1936 pour permettre la construction du quai Turrettini, celle de la rive gauche est inscrite en 1993 à l'inventaire du canton des objets dignes d'être protégés.